# Il mistero di lord Listerdale
Il mistero di Lord Listerdale è un racconto incluso in Il mistero di lord Listerdale e altre storie, una raccolta di racconti di Agatha Christie senza nessuno dei principali personaggi che ricorrono di solito nei suoi romanzi e racconti, pubblicato per la prima volta nel Regno Unito nel 1934.

## Trama
La signora St. Vincent è una donna raffinata che vive con il figlio, Rupert, e la figlia, Barbara, in precarie condizioni economiche. Dopo che le speculazioni finanziarie del marito erano andate male, l'uomo era morto e la moglie e i figli erano stati costretti ad affittare la casa di famiglia. Adesso abitano in una pensione che ha visto tempi migliori, e visto l'ambiente, gli St. Vincent non invitano mai le persone del loro rango sociale. Rupert ha trovato un lavoro che ha ottime prospettive ma che, al momento, offre una paga piuttosto bassa. Barbara l'inverno prima era stata in vacanza in Egitto insieme ad una cugina, che le aveva pagato tutto, e lì aveva conosciuto un giovanotto di nome Jim Masterson, che potrebbe essere un ottimo pretendente per la ragazza, ma che magari potrebbe trovare dei problemi dovuti alle condizioni economiche della famiglia. Leggendo il Morning Post, la signora St. Vincent nota un annuncio di una casa da affittare a Westminster, completamente ammobiliata. Sebbene la donna pensi di non essere in grado di affrontare la spesa dell'affitto, va comunque a visitarla, e con suo sommo stupore scopre che la somma dell'affitto è veramente bassa. L'agente immobiliare le offre la casa per un periodo di sei mesi. Barbara è deliziata alla vista della casa, ma Rupert è sospettoso – la casa apparteneva a Lord Listerdale, sparito all'improvviso diciotto mesi prima, forse in Africa, lasciando tutto in mano al cugino, il Colonnello Carfax. I St. Vincent si trasferiscono nella nuova casa, assistiti da Quentin, il maggiordomo, il cui stipendio viene pagato tramite i soldi di Lord Listerdale, come anche quelli delle due cameriere. Dell'ottimo cibo viene portato da King's Cheviot, un possedimento di Lord Listerdale, per ottemperare un'antica tradizione. 
Dopo tre mesi, mentre la signora St. Vincent è soddisfattissima della casa, Jim chiede a Barbara di sposarlo. Rupert intanto è sempre più sospettoso, e pensa che Listerdale non si trovi in Africa, magari è stato ucciso e il suo cadavere è stato nascosto dentro la casa. Rupert crede anche che Quentin sia implicato. Il ragazzo fa una vacanza in moto, e si ritrova nei pressi di King's Cheviot, dove nota un uomo somigliante a Quentin. Rupert gli si avvicina e parlandoci scopre che l'uomo si chiama davvero Quentin, era il maggiordomo di Lord Listerdale, è andato in pensione poco tempo prima e si è stabilito nella fattoria. Rupert si porta dietro il vero Quentin fino a Londra, dove lo mette a confronto con l'uomo che afferma di essere il maggiordomo di Lord Listerdale. A questo punto il finto Quentin rivela di essere Lord Listerdale in persona. L'uomo, disgustato dalla sua vita egoista, ha deciso di far finta di sparire, in modo da poter cominciare a dare una mano alla gente che, come gli St. Vincent, si è ridotta male per colpe non loro, e vive una vita al di sotto dei loro standard. Trascorrendo gli ultimi mesi insieme, Lord Listerdale si è innamorato della signora St. Vincent, e adesso la chiederà in sposa…

## Edizioni
- Agatha Christie, Il mistero di lord Listerdale, traduzione di Grazia Griffini, collana Oscar Mondadori, Mondadori, 1982,  p. 262.